# Bataille des Iffs
Chouannerie
Batailles
La bataille des Iffs se déroula le 9 juillet 1795 lors de la Chouannerie.

## Déroulement
En juillet 1795, à la suite de l'attaque d'un convoi de farine sorti de Bécherel, une troupe républicaine se porte à la rencontre des chouans,. La rencontre se produit aux Iffs, à cinq kilomètres à l'est de Bécherel. Les chouans sont menés par Mademoiselle du Rocher du Quengo, dite « Victoria » ou « capitaine Victor », qui est tuée lors du combat. Selon le rapport au Comité de salut public du procureur-général-syndic du District de Saint-Brieuc, 25 chouans sont tués dans un premier combat et une centaine d'autres périssent ensuite dans une embuscade.